# Ormosia notmani
Ormosia notmani är en tvåvingeart som beskrevs av Alexander 1920. Ormosia notmani ingår i släktet Ormosia och familjen småharkrankar. Inga underarter finns listade i Catalogue of Life.